# فرودگاه بین‌المللی بیسبی-داگلاس
فرودگاه بین‌المللی بیسبی-داگلاس (به انگلیسی: Bisbee-Douglas International Airport) یک فرودگاه همگانی بهره‌برداری هوایی با کد یاتا DUG است که یک باند فرود آسفالت دارد و طول باند آن ۲۲۲۸ متر است. این فرودگاه در شهر داگلاس، آریزونا کشور ایالات متحده آمریکا قرار دارد و در ارتفاع ۱۲۶۶ متری از سطح دریا واقع شده‌است.